# Philippe Entremont
Philippe Entremont (ur. 7 czerwca 1934 w Reims) – francuski pianista i dyrygent.
Pochodzi z rodziny o muzycznych tradycjach. Ukończył studia w Konserwatorium Paryskim pod kierunkiem Marguerite Long. W bardzo młodym wieku został laureatem Międzynarodowego Konkursu im. Marguerite Long i Jacques’a Thibaud (1951) oraz Międzynarodowego Konkursu Muzycznego im. Królowej Elżbiety Belgijskiej (1952). Już w latach 50. XX wieku koncertował w wielu krajach Europy, Azji i w obu Amerykach. W późniejszych latach poświęcił się głównie dyrygenturze. W latach 1976–1991 był dyrygentem i dyrektorem artystycznym Wiedeńskiej Orkiestry Kameralnej. Jest też pedagogiem muzycznym.
W 2010 i 2015 był jurorem XVI i XVII Międzynarodowego Konkursu Pianistycznego im. Fryderyka Chopina. Odznaczony komandorią Legii Honorowej, komandorią Orderu Narodowego Zasługi oraz komandorią Orderu Sztuki i Literatury.